# Æthelstan (roi d'Est-Anglie)
Pour les articles homonymes, voir Æthelstan (homonymie).
Æthelstan est un roi d'Est-Anglie de la première moitié du IXe siècle. Comme pour la plupart des souverains de ce royaume, les détails de son règne sont obscurs, faute de sources écrites, et il est principalement connu à travers ses nombreuses monnaies.

## Biographie
Il est possible qu'Æthelstan se soit emparé du pouvoir en Est-Anglie à la suite de la mort de Cenwulf de Mercie, en 821. Il aurait alors été vaincu par son successeur Ceolwulf, avant de triompher des rois Beornwulf et Ludeca, dont la Chronique anglo-saxonne rapporte qu'ils ont été tués lors de campagne en Est-Anglie en 826 et 827 respectivement. La situation générale est favorable à un regain d'indépendance est-anglien, la Mercie ayant été supplantée par le Wessex après la bataille d'Ellendun en 825.
Il est une identification possible du roi « Æthelstan » évoqué dans une légende longuement détaillée par Jean de Fordun qui indique que le Saltire, étendard bleu à la croix de saint André, serait tombé du ciel au milieu des troupes des Pictes pour leur donner la victoire lors d'un combat qu'il aurait mené contre leur roi Óengus mac Fergusa.
Son règne se serait achevé durant la seconde moitié des années 840, et un certain Æthelweard lui aurait succédé.